# Campionati mondiali juniores di sollevamento pesi
I Campionati mondiali juniores di sollevamento pesi (IWF Junior World Championships) sono le competizioni che assegnano i titoli mondiali juniores, riservata alla fascia d'età dai 18 ai 21 anni, nello sport del sollevamento pesi. Organizzata dalla International Weightlifting Federation, la prima edizione maschile si disputò nel 1975 e quella femminile nel 1995.
Le edizioni unificate maschili e femminili si sono sempre disputate nello stesso periodo e sede. Nel 2024 la 49ª edizione della competizione (29ª femminile) si è svolta dal 19 al 27 settembre a León, in Spagna. Nel 2025 la 50ª edizione della competizione (30ª femminile) si svolgerà dal 30 aprile al 5 maggio a Lima, in Perù, e sarà organizzata congiuntamente con i campionati mondiali giovanili. Nel 2026 le due manifestazioni torneranno ad essere organizzate in sedi separate, ad Ismailia (juniores) e a Buenos Aires (giovanili).

## Titoli in palio
Ai mondiali juniores dal 2019 vengono assegnati 20 titoli nel totale dell'esercizio (60 considerando anche le due specialità, lo strappo e lo slancio) in 10 categorie maschili e 10 femminili, sotto elencate.
Categorie maschili
| Categoria            | Eventi         |
| -------------------- | -------------- |
| Pesi mosca           | Fino a 55 kg   |
| Pesi gallo           | Fino a 61 kg   |
| Pesi piuma           | Fino a 67 kg   |
| Pesi leggeri         | Fino a 73 kg   |
| Pesi medi            | Fino a 81 kg   |
| Pesi massimi leggeri | Fino a 89 kg   |
| Pesi mediomassimi    | Fino a 96 kg   |
| Pesi massimi primi   | Fino a 102 kg  |
| Pesi massimi         | Fino a 109 kg  |
| Pesi supermassimi    | Oltre i 109 kg |

Categorie femminili
| Categoria            | Eventi          |
| -------------------- | --------------- |
| Pesi mosca           | Fino a 45 kg    |
| Pesi gallo           | Fino a 49 kg    |
| Pesi piuma           | Fino a 55 kg    |
| Pesi leggeri         | Fino a 59 kg    |
| Pesi medi            | Fino a 64 kg    |
| Pesi massimi leggeri | Fino a 71 kg    |
| Pesi mediomassimi    | Fino a 76 kg    |
| Pesi massimi primi   | Fino a 81 kg    |
| Pesi massimi         | Fino a 87 kg    |
| Pesi supermassimi    | Oltre gli 87 kg |

Per la decisione dell'IWF del 3 dicembre 2024, a partire dal 1º giugno 2025 si tornano ad assegnare 16 titoli mondiali, 8 maschili e 8 femminili, con la riorganizzazione dei limiti di peso: le categorie escluse sono i pesi mosca e i pesi massimi primi, maschili e femminili.
Categorie maschili
| Categoria            | Eventi         |
| -------------------- | -------------- |
| Pesi gallo           | Fino a 60 kg   |
| Pesi piuma           | Fino a 65 kg   |
| Pesi leggeri         | Fino a 71 kg   |
| Pesi medi            | Fino a 79 kg   |
| Pesi massimi leggeri | Fino a 88 kg   |
| Pesi mediomassimi    | Fino a 98 kg   |
| Pesi massimi         | Fino a 110 kg  |
| Pesi supermassimi    | Oltre i 110 kg |

Categorie femminili
| Categoria            | Eventi          |
| -------------------- | --------------- |
| Pesi gallo           | Fino a 48 kg    |
| Pesi piuma           | Fino a 53 kg    |
| Pesi leggeri         | Fino a 58 kg    |
| Pesi medi            | Fino a 63 kg    |
| Pesi massimi leggeri | Fino a 69 kg    |
| Pesi mediomassimi    | Fino a 77 kg    |
| Pesi massimi         | Fino a 86 kg    |
| Pesi supermassimi    | Oltre gli 86 kg |

## Edizioni

### Maschili
Di seguito si riportano le edizioni maschili finora svolte.
| N. | Anno | Date                 | Città e nazione ospitante     | Disc. | Atleti | Naz. |
| -- | ---- | -------------------- | ----------------------------- | ----- | ------ | ---- |
| 1  | 1975 | 5–12 luglio          | Marsiglia Francia             | 27    | 142    | 31   |
| 2  | 1976 | 6–13 giugno          | Danzica Polonia               | 27    | 164    | 29   |
| 3  | 1977 | 9–17 luglio          | Sofia Bulgaria                | 30    | 198    | 34   |
| 4  | 1978 | 15–22 luglio         | Atene Grecia                  | 30    | 190    | 31   |
| 5  | 1979 | 16–23 giugno         | Debrecen Ungheria             | 30    | 204    | 35   |
| 6  | 1980 | 24–31 maggio         | Montréal Canada               | 30    | 150    | 30   |
| 7  | 1981 | 14–21 giugno         | Lignano Sabbiadoro Italia     | 30    | 185    | 40   |
| 8  | 1982 | 9–15 agosto          | San Paolo Brasile             | 30    | 144    | 32   |
| 9  | 1983 | 23–29 luglio         | Il Cairo Egitto               | 30    | 141    | 29   |
| 10 | 1984 | 22–27 maggio         | Lignano Sabbiadoro Italia     | 30    | 184    | 37   |
| 11 | 1985 | 26–30 giugno         | Edimburgo Regno Unito         | 30    | 153    | 28   |
| 12 | 1986 | 26 maggio – 2 giugno | Donaueschingen Germania Ovest | 30    | 194    | 32   |
| 13 | 1987 | 26–31 maggio         | Belgrado Jugoslavia           | 30    | 217    | 34   |
| 14 | 1988 | 23–29 maggio         | Atene Grecia                  | 30    | 196    | 35   |
| 15 | 1989 | 25–29 maggio         | Fort Lauderdale Stati Uniti   | 30    | 143    | 30   |
| 16 | 1990 | 26 maggio – 3 giugno | Sarajevo Jugoslavia           | 30    | 179    | 33   |
| 17 | 1991 | 7–12 maggio          | Wolmirstedt Germania          | 30    | 164    | 32   |
| 18 | 1992 | 16–24 maggio         | Varna Bulgaria                | 30    | 177    | 37   |
| 19 | 1993 | 18–23 maggio         | Cheb Rep. Ceca                | 30    | 210    | 43   |
| 20 | 1994 | 26–30 luglio         | Giacarta Indonesia            | 30    | 173    | 36   |
| 21 | 1995 | 9–16 luglio          | Varsavia Polonia              | 57    | 200    | 43   |
| 22 | 1996 | 3–11 maggio          | Varsavia Polonia              | 57    | 157    | 39   |
| 23 | 1997 | 29 maggio – 4 giugno | Città del Capo Sudafrica      | 57    | 134    | 33   |
| 24 | 1998 | 18–24 maggio         | Sofia Bulgaria                | 45    | 200    | 46   |
| 25 | 1999 | 3–9 luglio           | Savannah Stati Uniti          | 45    | 121    | 34   |
| 26 | 2000 | 2–9 luglio           | Praga Rep. Ceca               | 45    | 159    | 40   |
| 27 | 2001 | 1–8 luglio           | Salonicco Grecia              | 45    | 155    | 44   |
| 28 | 2002 | 30 maggio – 5 giugno | Havířov Rep. Ceca             | 45    | 132    | 28   |
| 29 | 2003 | 29 maggio – 7 giugno | Hermosillo Messico            | 45    | 131    | 37   |
| 30 | 2004 | 24–30 maggio         | Minsk Bielorussia             | 45    | 145    | 39   |
| 31 | 2005 | 18–24 maggio         | Pusan Corea del Sud           | 45    | 143    | 41   |
| 32 | 2006 | 28 maggio – 3 giugno | Hangzhou Cina                 | 45    | 106    | 37   |
| 33 | 2007 | 10–16 giugno         | Praga Rep. Ceca               | 45    | 180    | 49   |
| 34 | 2008 | 15–21 giugno         | Cali Colombia                 | 45    | 140    | 37   |
| 35 | 2009 | 15–21 giugno         | Bucarest Romania              | 45    | 151    | 40   |
| 36 | 2010 | 14–20 giugno         | Sofia Bulgaria                | 45    | 150    | 47   |
| 37 | 2011 | 29 giugno – 7 luglio | Penang Malaysia               | 45    | 152    | 47   |
| 38 | 2012 | 10–18 maggio         | Città del Guatemala Guatemala | 45    |        |      |
| 39 | 2013 | 3–10 maggio          | Lima Perù                     | 45    |        |      |
| 40 | 2014 | 20–28 giugno         | Kazan' Russia                 | 45    |        |      |
| 41 | 2015 | 6–13 giugno          | Breslavia Polonia             | 45    |        |      |
| 42 | 2016 | 25 giugno – 2 luglio | Tbilisi Georgia               | 45    |        |      |
| 43 | 2017 | 15–23 giugno         | Tokyo Giappone                | 48    |        |      |
| 44 | 2018 | 7–14 luglio          | Tashkent Uzbekistan           | 48    |        |      |
| 45 | 2019 | 1–8 giugno           | Suva Figi                     | 60    |        |      |
| 46 | 2021 | 23–31 maggio         | Tashkent Uzbekistan           | 60    |        |      |
| 47 | 2022 | 2–10 maggio          | Candia Grecia                 | 60    |        |      |
| 48 | 2023 | 15–23 novembre       | Guadalajara Messico           | 60    | 120    | 38   |
| 49 | 2024 | 19–27 settembre      | León Spagna                   | 60    |        |      |
| 50 | 2025 | 30 aprile – 5 maggio | Lima Perù                     | 60    |        |      |
| 51 | 2026 | da stabilire         | Ismailia Egitto               | 48    |        |      |
| 52 | 2027 | da stabilire         | Tirana Albania                | 48    |        |      |

### Femminili
Di seguito si riportano le edizioni femminili finora svolte.
| N. | Anno | Date                 | Città e nazione ospitante     | Disc. | Atlete | Naz. |
| -- | ---- | -------------------- | ----------------------------- | ----- | ------ | ---- |
| 1  | 1995 | 9–16 luglio          | Varsavia Polonia              | 57    | 75     | 17   |
| 2  | 1996 | 3–11 maggio          | Varsavia Polonia              | 57    | 83     | 25   |
| 3  | 1997 | 29 maggio – 4 giugno | Città del Capo Sudafrica      | 57    | 78     | 25   |
| 4  | 1998 | 18–24 maggio         | Sofia Bulgaria                | 45    | 104    | 30   |
| 5  | 1999 | 3–8 luglio           | Savannah Stati Uniti          | 45    | 85     | 28   |
| 6  | 2000 | 2–9 luglio           | Praga Rep. Ceca               | 45    | 96     | 32   |
| 7  | 2001 | 1–8 luglio           | Salonicco Grecia              | 45    | 97     | 27   |
| 8  | 2002 | 30 maggio – 5 giugno | Havířov Rep. Ceca             | 45    | 100    | 25   |
| 9  | 2003 | 29 maggio – 7 giugno | Hermosillo Messico            | 45    | 101    | 26   |
| 10 | 2004 | 24–30 maggio         | Minsk Bielorussia             | 45    | 100    | 25   |
| 11 | 2005 | 18–24 maggio         | Pusan Corea del Sud           | 45    | 98     | 28   |
| 12 | 2006 | 28 maggio – 3 giugno | Hangzhou Cina                 | 45    | 87     | 26   |
| 13 | 2007 | 10–16 giugno         | Praga Rep. Ceca               | 45    | 100    | 31   |
| 14 | 2008 | 15–21 giugno         | Cali Colombia                 | 45    | 87     | 27   |
| 15 | 2009 | 15–21 giugno         | Bucarest Romania              | 45    | 93     | 27   |
| 16 | 2010 | 14–20 giugno         | Sofia Bulgaria                | 45    | 93     | 29   |
| 17 | 2011 | 29 giugno – 7 luglio | Penang Malaysia               | 45    | 120    | 32   |
| 18 | 2012 | 10–18 maggio         | Città del Guatemala Guatemala | 45    |        |      |
| 19 | 2013 | 3–10 maggio          | Lima Perù                     | 45    |        |      |
| 20 | 2014 | 20–28 giugno         | Kazan' Russia                 | 45    |        |      |
| 21 | 2015 | 6–13 giugno          | Breslavia Polonia             | 45    |        |      |
| 22 | 2016 | 25 giugno – 2 luglio | Tbilisi Georgia               | 45    |        |      |
| 23 | 2017 | 15–23 giugno         | Tokyo Giappone                | 48    |        |      |
| 24 | 2018 | 7–14 luglio          | Tashkent Uzbekistan           | 48    |        |      |
| 25 | 2019 | 1–8 giugno           | Suva Figi                     | 60    |        |      |
| 26 | 2021 | 23–31 maggio         | Tashkent Uzbekistan           | 60    |        |      |
| 27 | 2022 | 2–10 maggio          | Candia Grecia                 | 60    |        |      |
| 28 | 2023 | 15–23 novembre       | Guadalajara Messico           | 60    | 109    | 34   |
| 29 | 2024 | 19–27 settembre      | León Spagna                   | 60    |        |      |
| 30 | 2025 | 30 aprile – 5 maggio | Lima Perù                     | 60    |        |      |
| 31 | 2026 | da stabilire         | Ismailia Egitto               | 48    |        |      |
| 32 | 2027 | da stabilire         | Tirana Albania                | 48    |        |      |